# DIE SNOBS – Sie können auch ohne Dich
DIE SNOBS – Sie können auch ohne Dich ist eine deutsche Miniserie mit Christian Ulmen. Der Schauplatz der sechsteiligen Sitcom ist ein Golfplatz (Golf Resort Semlin) in Brandenburg. Die Erstausstrahlung erfolgte im November 2010 auf dem deutschen Fernsehsender ZDFneo. Ab Oktober 2012 war die Serie im Internet auf ulmen.tv abrufbar. Die Snobs wurde 2011 für den Grimme-Preis in der Kategorie Unterhaltung vorgeschlagen. Das Drehbuch schrieb Autorin und Produzentin Janna Nandzik. Regie führte Max Luz.

## Handlung
DIE SNOBS – Sie können auch ohne Dich ist ein Konversationsstück zwischen drei ungleichen Männern, das sich über achtzehn gemeinsam gespielte Löcher Golf erstreckt. Die Snobs Astor und von Zesen nennen ihren eingespielten Austausch von Feindseligkeiten Freundschaft und treffen sich seit 7 Jahren an jedem Monatsende zu einer Runde Golf, bei der sie sich auf den neuesten Stand ihres turbulenten Privatlebens setzen. Zur Seite steht den beiden ein frisch von der Straße rekrutierter Berliner Grillwalker, der sowohl vom Golfsport als auch von gesellschaftlicher Etikette keinen blassen Schimmer hat und nun unverhofft den Caddie für die beiden mimen muss. Fernab von Büro, Bar und Familie werden große Probleme ironisch distanziert verhandelt und Kleinstkonflikte mit dem Impetus olympischen Wettkampfs hochstilisiert.

## Figuren

### Hauptfiguren
Astor
Astor ist ein Selfmade-Man. Er ist ein Autodidakt, der sich alle Türen selbst aufstoßen musste und es dafür sehr weit gebracht hat. Er trägt Khakis, Polohemden und dicke Armbanduhren. Beruflich wie privat gibt er sich gerne in der Pose des Machtmenschen, versucht die Rolle des „Machers und Checkers“ zu spielen. Astor demonstriert seine Potenz mit englischen Flüchen. Er ist treu aber leidenschaftslos verheiratet. Die Namen seiner beiden Töchter, eineiige Zwillinge, vergisst er regelmäßig. Er nennt sie meistens nur „Hanni Nanni“ oder „die Twins“. Zweimal im Monat trifft er in variierenden Hotelbars einen unehelichen Sohn. Astors wahre Leidenschaft gilt dem Golfspiel. Der Sport hat für ihn absolute Priorität, auch wenn sein tatsächliches spielerisches Geschick nicht an die Perfektion seiner theoretischen Kenntnisse und Fachsimpeleien herankommt. Wirtschaftlich hat er bereits einiges erreicht, seine Familie interessiert ihn jedoch nur bedingt und die Champions Tour der PGA Tour ist noch lange nicht in Reichweite. Seit einiger Zeit schreibt er deshalb an seinem Manifest: „Golf to Evolve – vom Angsthasen zum Albatros“. Die ultimative „Aufstiegsfibel“, von deren Veröffentlichung er sich Anerkennung und Ruhm verspricht. Darsteller ist Christian Ulmen.
Von Zesen
Von Zesen ist ein großbürgerlicher Snob bester Bildung. Von Geburt an privilegiert und extrem schnell gelangweilt. Er ist intelligent und scharfsinnig, auf beinahe jedem Themengebiet kann er ein fundiertes Gespräch führen. Er befindet sich ständig auf der Suche nach exklusivem und exotischem Hedonismus. Seine Meinungen und Haltungen sind oft widersprüchlich und selbstgerecht. Viele seiner Verhaltensweisen zeugen von einem ausgeprägten Suchtverhalten. Als Mann von Welt ist von Zesen nichts fremd, emanzipiert ist er deswegen noch lange nicht. Sein Kleidungsstil ist tadellos und zeitlos elegant. Seine Beziehungen sind kompliziert und undurchsichtig. Er ist sexuell desorientiert und weder Männer noch Frauen kommen an sein vergöttertes Ideal „Maman“, die mit ihm seine Hotelsuite bewohnt, heran. Von Zesen spielt Golf seit seiner frühsten Kindheit. Dabei ist er weder über die Maßen talentiert, noch sonderlich ehrgeizig. Darsteller ist Wilfried Hochholdinger.
Wurstjunge
Der Wurstjunge ist ein klassischer Underachiever in der Zwickmühle zwischen tatsächlichem Vermögen und zu hoher Leistungserwartung. In seiner Familie ist er das einzige Kind mit Hochschulreife und die Hoffnungen seiner Verwandten lasten schwer auf ihm. Er ist das Gegenteil von seinem Bruder, der sich zwar mit einer Grillwalker GmbH selbstständig gemacht hat. Überfordert durch die Qual der Berufswahl, hangelt sich der Wurstjunge von Gelegenheitsjob zu Gelegenheitsjob und vergräbt sich ansonsten zu Hause. Der Wurstjunge wartet insgeheim auf eine Chance seine wahren Potentiale auszuschöpfen. Aber anstatt zur Tat zu schreiten, dreht er sich meistens erst einmal einen Joint. Die Snobs behandeln den Wurstjungen wie ein Werkzeug, einen Tanzbären, der ausschließlich ihrer Unterhaltung dient. Darsteller ist Frederick Lau.

## Rezeption

### Auszeichnungen
2011 wurde die TV-Serie vom Adolf-Grimme-Institut bei der Adolf-Grimme-Preis-Verleihung in der Kategorie Unterhaltung 2011 nominiert.

### Kritiken
Die Serie wurde im deutschen Feuilleton sehr gut besprochen. Nach Meinung der FAZ sollte man sich Die Snobs – Sie können auch ohne Dich aus verschiedenen Gründen anschauen: „der wunderbaren Schauspieler, der literarischen und filmgeschichtlichen Zitate, der liebevollen Skurillität dieses Vorhabens, vor allen Dingen der Dialoge wegen. Während Ulmens Astor zwischen klassischen Managerplatituden ungeschminkte Direktheiten herausschnoddert, mäandert von Zesens Sprache irgendwo zwischen Thomas Mann und Lifestylekolumne. Der Golfplatz ist das Biotop, in dem sich Männergespräch und gesunder Wettbewerb in gezähmt bukolischer Umgebung entfalten. Eine grüne Bühne, die, je nach Bedarf, Sportplatz oder Elfenwald sein kann, Venedig oder Vietnam, friedliche Natur oder Schauplatz kriegerischer Auseinandersetzung. Nach dem achtzehnten Loch ist nichts mehr wie es war.“ (Frankfurter Allgemeine Zeitung, Andrea Diener, Nr. 263, S. 39, 11. November 2011). Der Stern schrieb „Ulmens neues Meisterstück“, „Absurd, überraschend, fies. Ein gutes Stück Fernsehen, das auf ZDF Neo zu sehen ist.“